# Globalización del vino
La globalización del vino es la expansión de las variedades de vino y marcas a través de naciones y a otros continentes, especialmente en estos tiempos  a raíz del avance en los viajes en avión y  al acceso de información del vino vía el internet.

## Historia
El vino ha sido comerciado internacionalmente desde el pasado. En el despertar de las ánforas comenzaron la elaboración de vino por profesionales, técnicas de elaborar vino y cortando los racimos. Muchas uvas que han sido consideradas 'tradicionales' en Europa Occidental eran de hecho traídas por rutas comerciales antiguas del este del mediterráneo y de la región del Mar Negro. Los fenicios, los griegos, los romanos y los armenios, todos trajeron uvas a los nuevos hogares.
Había una segunda ola de migración al Nuevo Mundo, bajo los imperios europeos del siglo XVI al XIX – a principios del siglo XVIII Sudáfrica exportaba Constantia a Europa, hecho con uvas de moscatel originados en Egipto. Los inmigrantes subsiguientes han traído sus vinos nativos y uvas donde hayan  ido – la influencia italiana en Argentina y California en la elaboración del vino es particularmente digno de mención. Vinos de Portugal y Madeira estuvieron fortalecidos para sobrevivir a través de viajes por el mundo, y dejando su marca en vinos de las colonias que les gustaban su estilo y lo nombraron después de ellos.
El phylloxera epidemia del siglo XIX  también tuvo una gran influencia , destruyendo viñedos de uva tradicionales , los cuales eran a menudo reemplazados por monoculturas de uvas de moda como el Bordeaux variedades- injertos, naturalmente, a rizomas de Norteamérica. Phylloxera fue el estímulo para el desarrollo de una infraestructura nueva del gobierno que promueve programas e intercambio de plantas, material y técnicas.
Después de la Segunda Guerra Mundial, un número de países desarrolló  vinos suaves para el mercado de exportación, con un énfasis de uniformidad y marca, como Mateus Rosa y Blue Nun. Estos fueron  bienvenidos  por un mercado de masas – y los que lo servían – y aquellos factores son los mismos que han ayudado a marcas similares a obtener más poder, los cambios en  la moda significan que los nombres han cambiado. Los equivalentes modernos industriales a vinos del Nuevo Mundo, en regiones como Murray Darling en Australia del sur y Worcester en Sudáfrica. Tales movimientos reflejan cambios en la escala general de producción alimentaria en industrialización en los países.
Otro aspecto de este es el aumento de variedades etiquetadas, lo cual ha hecho que las compañías grandes sean menos tolerantes en el comercio  de uvas oscuras, en cambio prefiriendo en el mercado 'grandes nombres' de variedades como Cabernet Sauvignon, Merlot, Pinot noir, Syrah (Shiraz), Chardonnay, Sauvignon blanc y Riesling.
Otro tendencia que va creciendo ha sido la práctica del mezcla de vino de otros países con vino local. En algunos casos, un vino comercializado como el producto local puede ser  enteramente de  otro lugar. Los controles en esta práctica varían ampliamente, según la jurisdicción.
El Juicio de París en 1976 y  las competiciones de vino subsiguientes ayudaron a los productores durante el Nuevo Mundo dándose cuenta de que podrían hacer los vinos iguales a los más producidos en el mundo. Este proceso era mucho más fácil en  algunos países como Inglaterra, con pequeña indígena  producción y unos siglos de tradición de importación de vino alrededor del mundo. Las competiciones más lejanas trajeron la atención internacional de otros  grandes vinos de alrededor del mundo, algunos  como Penfolds Grange ya habían sido hechos durante décadas.
Una influencia importante ha sido la crítica de vino de Robert M. Parker, Jr. Entre los consumidores de Estados Unidos. Su aprobación puede hacer una diferencia masiva en ventas de un vino en los Estados Unidos, y algunos elaboradores de vino en algunas partes del mundo han sido acusados de perseguir este mercado cambiando sus vinos para convenir su gusto personal. Este efecto es el tema principal de la película documental Mondovino. Su sistema de puntos es influyente, particularmente entre detallistas como sustituto para el personal que entrena.

## Regreso al territorio
Por otro lado, cuando el Nuevo Mundo de elaboración de vino ha madurado, los elaboradores de vino han tomado más terreno,  y emparejando uvas y diferentes estilos de elaboración de vinos en ubicaciones particulares. Por ello los estilos de Nuevo Mundo están empezando a desarrollar, como Clare Valle Riesling, Marlborough Sauvignon Blanc, y 'indígenas' variedades como Pinotage están siendo con orgullo comercializadas como una sola variedad.
En Europa, se está renovado el interés en vinos de patrimonio, particularmente por las democracias nuevas en Europa Oriental donde el vino puede ser una declaración de identidad nacional. Un ejemplo particularmente bueno está visto en Eger en Hungría, donde el vino de Sangre del Toro local ha visto una infusión firme de uvas extranjeras como Blaufränkisch en el siglo XVIII, las variedades de Burdeos después de ser golpeados por la phylloxera , y Zweigelt bajo el  comunismo. Esto ahora está siendo invertido plantando de nuevo la tradicional variedad Kadarka.

## Producción
| Rango | País (con enlazar a artículo de vino) | Producción (toneladas) |
| ----- | ------------------------------------- | ---------------------- |
| 1     | Francia                               | 6,590,750              |
| 2     | Italia                                | 4,673,400              |
| 3     | España                                | 3,339,700              |
| 4     | Estados Unidos                        | 2,211,300              |
| 5     | China                                 | 1,657,500              |
| 6     | Argentina                             | 1,547,300              |
| 7     | Australia                             | 1,133,860              |
| 8     | Chile                                 | 1,046,000              |
| 9     | Sudáfrica                             | 965,500                |
| 10    | Alemania                              | 961,100                |
| 11    | Rusia                                 | 696,260                |
| 12    | Portugal                              | 694,612                |
| 13    | Rumanía                               | 405,817                |
| 14    | Brasil                                | 345,000                |
| 15    | Grecia                                | 303,000                |
| 16    | Austria                               | 281,476                |
| 17    | Serbia                                | 224,431                |
| 18    | Nueva Zelanda                         | 189,800                |
| 19    | Hungría                               | 176,000                |
| 20    | Ucrania                               | 168,410                |
| 21    | Moldavia                              | 124,526                |
| 22    | Bulgaria                              | 122,687                |
| 23    | Suiza                                 | 101,800                |
| 24    | Georgia                               | 97,000                 |
| 25    | Japón                                 | 79,000                 |
| 26    | Perú                                  | 72,700                 |
| 27    | Macedonia                             | 66,530                 |
| 28    | Uruguay                               | 65,000                 |
| 29    | Croacia                               | 48,875                 |
| 30    | Argelia                               | 47,500                 |
| 31    | Canadá                                | 46,851                 |
| 32    | República Checa                       | 45,000                 |
| 33    | Marruecos                             | 33,300                 |
| 34    | Eslovaquia                            | 31,388                 |
| 35    | Turquía                               | 27,950                 |
| 36    | México                                | 27,609                 |
| 37    | Bielorrusia                           | 27,320                 |
| 38    | Eslovenia                             | 24,000                 |
| 39    | Túnez                                 | 23,200                 |
| 40    | Uzbekistán                            | 21,000                 |

Las Uvas de vino crecen casi exclusivamente entre treinta y cincuenta grados del norte o del sur del ecuador.  